# Parc naturel Alta Val Sesia et Alta Val Strona
Le parc naturel Alta Val Sesia et Alta Val Strona a été créé en 1979 et est situé à Valsesia, regroupant les vallées de val Grande, val Sermenza, Vval d'Egua et val Mastallone. C'est la zone protégée la plus haute d'Europe et certaines de ses localités sont le siège de l'écomusée de Valsesia. 

## Histoire
Le parc a été créé en 1979 puis étendu en 1985 avec l’ajout des territoires de la vallée de Mastallone, dont les communes de Fobello et Rimella. 

## Territoire
Le territoire du parc s'étend sur 6 500 ha, d'une altitude de 900 m, au fond de la vallée, jusqu'à 4 559 m d'altitude, à la pointe Gnifetti, l'un des plus hauts du Mont Rose. Il comprend : 
- la partie la plus haute des vallées qui composent le bassin de la rivière Sesia et ses principaux affluents à gauche : les ruisseaux Sermenza et Mastallone ;
- le sommet du val Grande, sur le territoire d'Alagna Valsesia, avec les glaciers de la Piode, Sesia et Vigne, et avec tout le côté gauche de la vallée, y compris toute la vallée de Turlo ;
- les hauts pâturages sur le territoire de Rima San Giuseppe dans la vallée de Sermenza ;
- la plus grande partie du territoire de la commune de Carcoforo dans le val d'Egua ;
- une partie du territoire municipal de Rimasco ;
- la vallée de Roj, sur le territoire de Fobello dans le val Mastallone ;
- la partie supérieure du territoire de Rimella dans le val Mastallone.

Le parc est caractérisé par une morphologie de type glaciaire; en fait, les glaciers, qui ont été pendant des siècles l’élément prédominant de la Valsesia, forment toujours sur le territoire d’ Alagna une toile de fond extraordinaire et spectaculaire, influençant par leur présence tout l’écosystème du parc.

## Communes
- Alagna Valsesia
- Carcoforo
- Fobello
- Rima San Giuseppe
- Rimasco
- Rimella
- Valstrona

## Flore
En raison de son extension particulière à haute altitude, du fait de la présence de zones microclimatiques très différentes, le parc abrite une variété d'espèces remarquable. 
Dans les zones de plus haute altitude, caractérisées par un microclimat purement alpin, il existe des populations de plantes pionnières typiques des zones rocheuses (artemisia, gentiane, saxifragaceae, etc.), des zones morainiques et des débris (androsace alpine, sassifraga solfina, rununculus des glaciers, etc.) et des régions de la vallée des neiges ( véronique des Alpes, soldanelle des Alpes, tussilagine delle alpi , etc.). 
Aux altitudes plus basses, il existe des zones à la végétation typique de l'alpage (festuca varia et festuca de Haller, carex courbe, etc.), alternant avec des zones à végétation arbustive (aulne vert, buissons de rhododendrons et azalées naines ). 
Plus bas, il y a des mélèzes et des terres boisées (mélèzes), qui deviennent de plus en plus épais à mesure que l'altitude diminue, parsemés de grands pâturages subalpins (dorés, bistolates, alchémilles, oseilles, trèfles, etc.). 

## Faune
- Mammifères : bouquetin, chamois, marmotte, renard, hermine, martre, belette, campagnol des neiges, lièvre blanc.
- Oiseaux: aigle, faucon, lagopède, tétras, perdrix.

## Lieux d'Intérêt

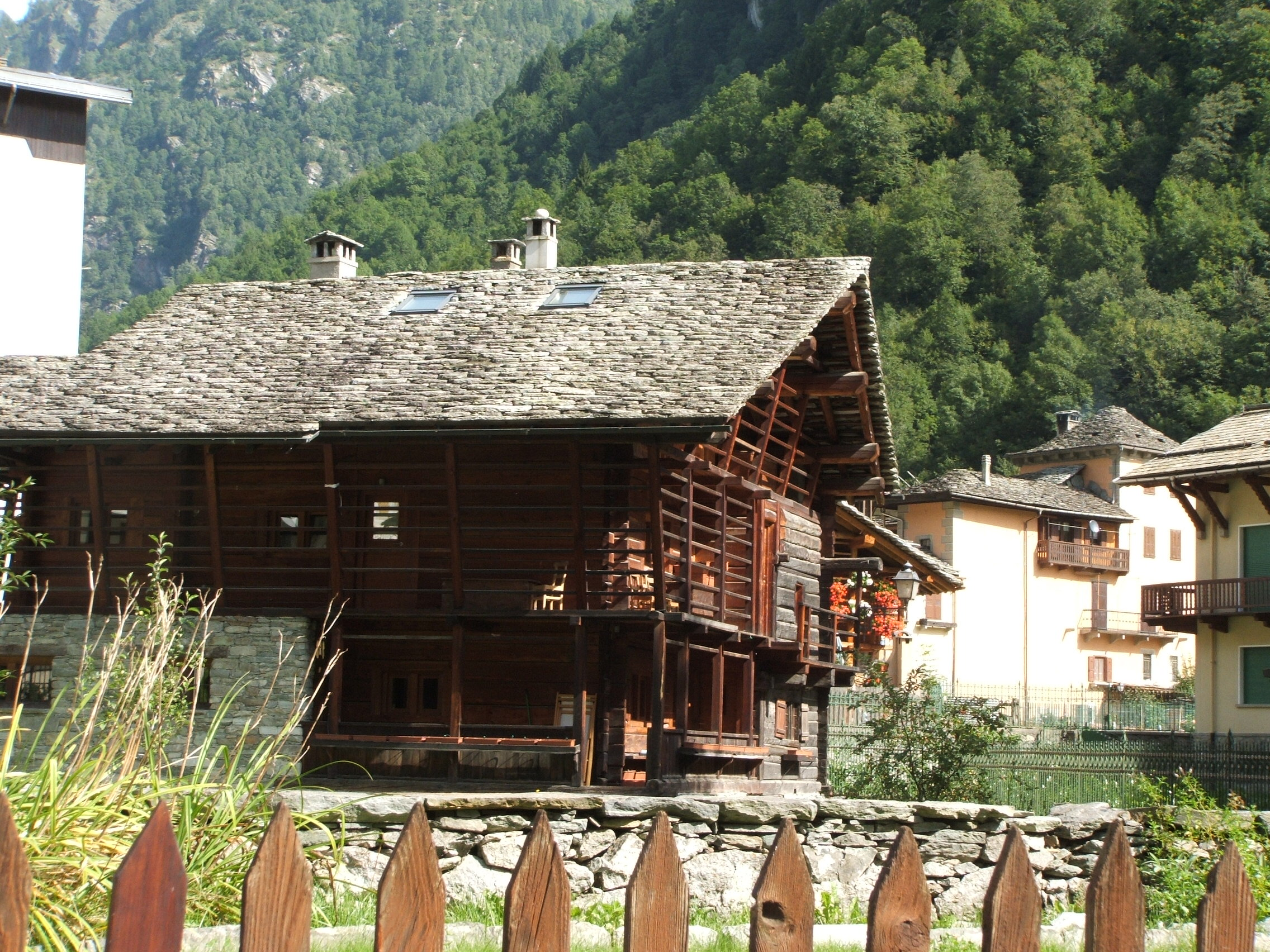
L'écomusée est aussi dans le style Walser.

Le territoire du parc est situé dans une zone de colonisation Walser. Une population d’origine alémanique qui a migré vers ces vallées au XIIIe siècle ; les signes de la population Walser sont évidents dans l'architecture caractéristique en bois des maisons, dans les hauts dialectes allemands, dans les anciennes coutumes et dans les costumes traditionnels. 

## Accès
- Alagna Valsesia, service de navette en été depuis le parking situé près du hameau de Wold jusqu'à la région d' Acqua Bianca, à pied jusqu'à l'alpage Fum Bitz.
- Carcoforo.
- Fobello, fraction Roj.

## Activités
- Centre d'accueil situé dans le parc de l'alpage Fum Bitz (1 603 m), près d'Alagna, ouvert pendant l'été : itinéraire illustrant la faune présente dans le parc et un jardin botanique adjacent
- Musée naturaliste de Carcoforo : dans lequel les caractéristiques environnementales du parc sont illustrées.
- Centre d'accueil du parc de la fromagerie Roj à Fobello : dédié à la présence humaine et aux activités agro-pastorales.
- abris : 
  - Le refuge de Vallè à Rima (2 175 m)
  - Le refuge Massero à Carcoforo (2 082 m)
  - La Casa del Parco alla Brusà à Rima (1 400 m)